# Покок, Николас
Николас Покок (англ. Nicholas Pocock; 2 марта 1740, Бристоль — 9 марта 1821, Мейденхед) — британский художник-маринист, наиболее известный своими картинами морских сражений, происходивших во время парусного века.
Родился в Бристоле в 1740 году в семье моряка. Взрослея, решил пойти по стопам отца, окончил Бристольскую судостроительную школу Ричарда Чемпиона и по достижении 26 лет устроился работать на торговое судно. Будучи капитаном, совершил 12 плаваний, прежде всего в Америку и Вест-Индию. Находясь в море, коротал время занятиями изобразительным искусством, чернилами зарисовывая в своих дневниках различные сцены и пейзажи, увиденные в ходе плавания. Вскоре освоил акварель и стал делать детализированные рисунки в вахтенных журналах.
В 1778 году, в результате развязавшейся Войны за независимость США, наниматель Покока разорился, художнику пришлось сойти на берег и всецело посвятить себя созданию картин. Первые работы мастера были выставлены в Королевской академии художеств в 1782 году.
Имея некоторую известность, художник получил государственный заказ — отобразить на холсте победу Джорджа Брайджеса Родни в сражении у островов Всех Святых, одержанную в 1782 году. В 1789 году Покок переехал на постоянное место жительства в Лондон, где его репутация и связи продолжили поступательно расти. В частности, его работами восхищался адмирал Сэмуэль Худ, по протекции которого мастер стал официальным морским художником на службе у короля Георга III.
С 1780 года состоял в супружестве с Энн Эванс, которая родила ему восьмерых детей. 
Умер 9 марта 1821 года дома у своего старшего сына Исаака в пригороде Мейденхед и похоронен на кладбище рядом с небольшой местной церквушкой. 
Двое внуков Покока, Альфред Даунинг Фрипп и Джордж Артур Фрипп также стали довольно известными художниками.
Многие полотна художника гравировал Роберт Поллард.

## Галерея

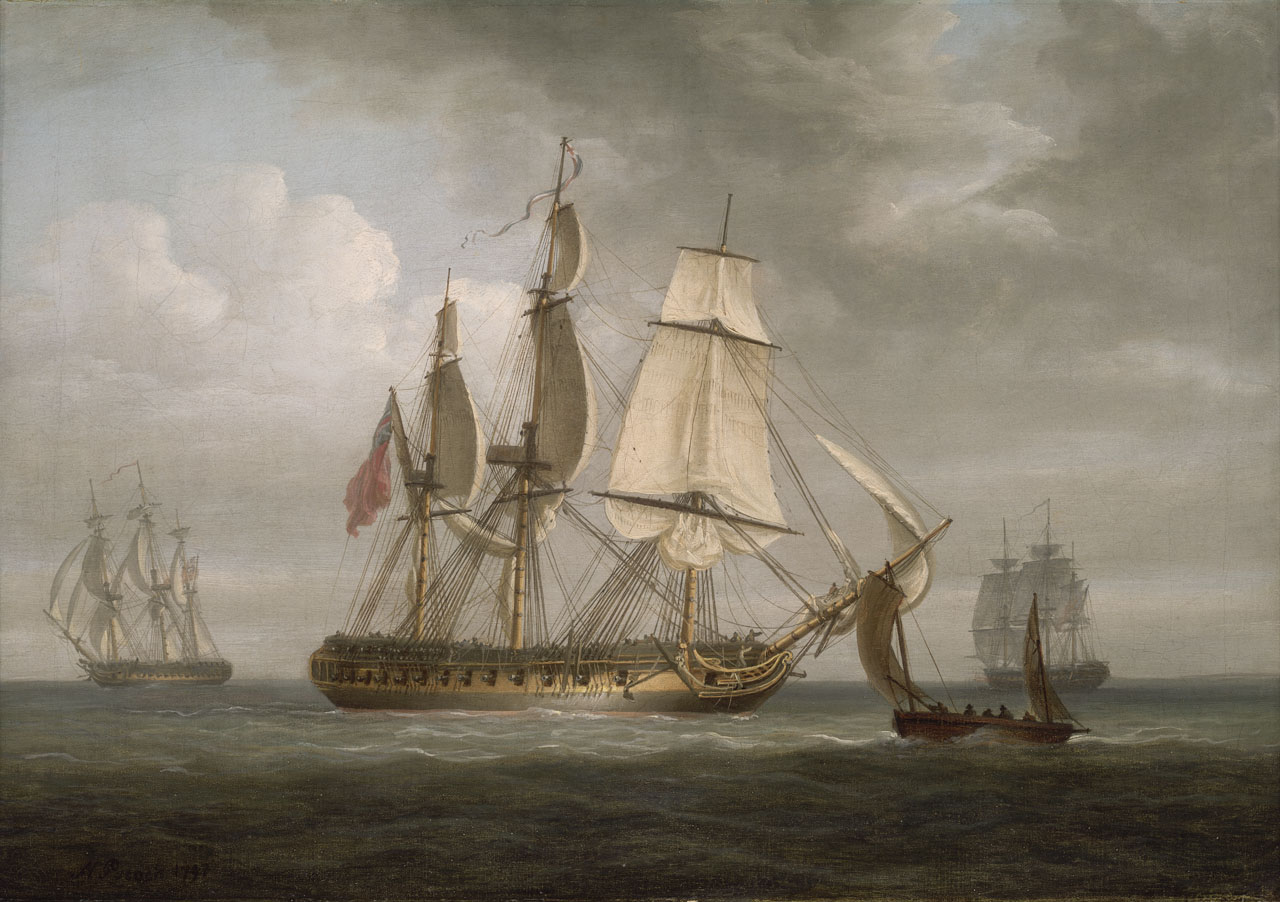
Фрeгат «Triton», 1797

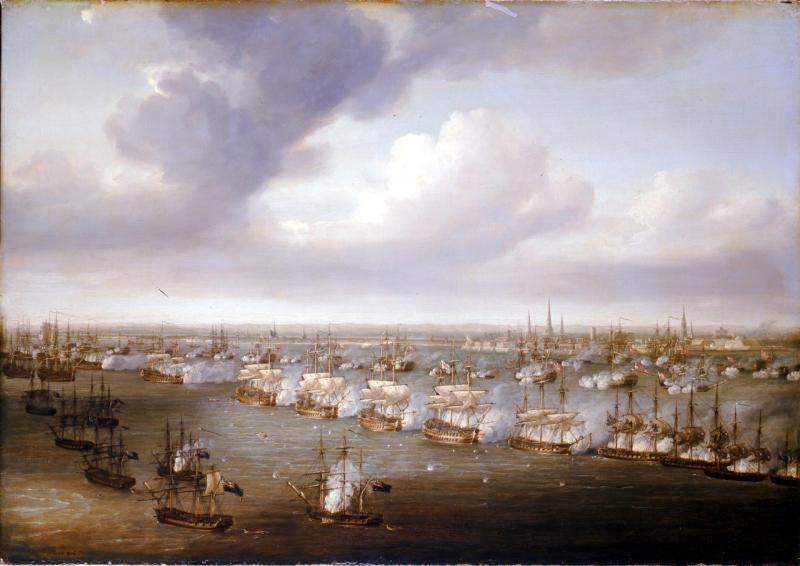
Битва при Копенгагене 2 апреля 1801 года, начало XIX века

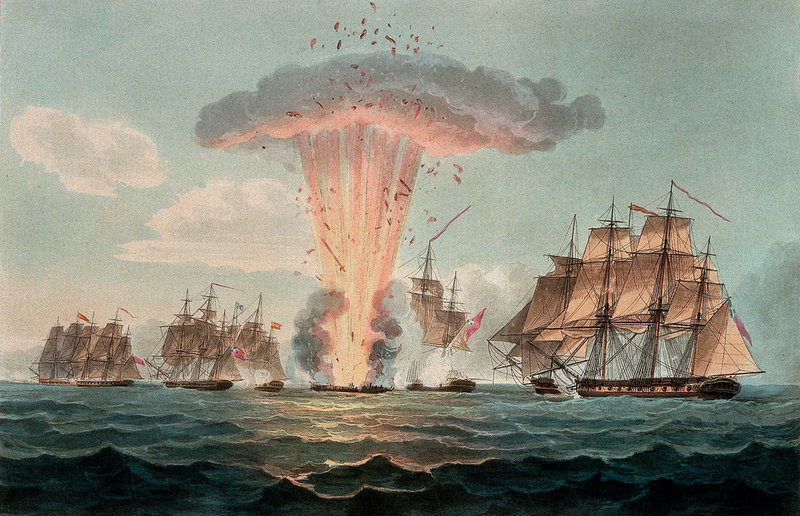
Захват и уничтожение четырех испанских фрегатов, 5 октября 1804 года. (Взрыв «Mercedes»), начало XIX века